# 肝っ玉捕物帳
『肝っ玉捕物帳』（きもったまとりものちょう）は、1973年9月8日から1974年3月2日までフジテレビ系列で放送されていたフジテレビ製作の時代劇である。
1972年までTBSが製作・放送していたテレビドラマ『肝っ玉かあさん』主演女優の京塚昌子と共演者の沢田雅美を起用した作品だが、関連性はない。

## 放送時間
いずれも日本標準時。
- 土曜 20:00 - 20:56 （1973年9月8日 - 1973年9月29日）
- 土曜 20:00 - 20:55 （1973年10月6日 - 1974年3月2日）

## キャスト
- 京塚昌子[4]
- 沢田雅美[4]
- 津川雅彦[4]
- 郷ひろみ
- 朝丘雪路
- 水谷豊[5]
- 伊吹吾郎
- 三ツ木清隆
- 左とん平
- 丹波哲郎
- あおい輝彦

## スタッフ
- 原作：大西信行[4]
- 脚本：大西信行[1]、池田一朗[2]、土橋成男[3]
- 演出：富永卓二[4]